# ایگور کاسینا
ایگور کاسینا (به انگلیسی: Igor Cassina) ژیمناست زادهٔ ۱۵ اوت ۱۹۷۷ میلادی اهل کشور ایتالیا است.